# Дієцезії Церкви Швеції
Дієцезії Церкви Швеції — адміністративний поділ Церкви Швеції. З 1527 р. вона є народною лютеранської церквою, найбільшою релігійною організацією Швеції. До 1527 р . — римо-католицька церква. Церква Швеції розділена на тринадцять дієцезій (швед. stift), одна з яких це дієцезія Уппсали — є архидієцезією з двома єпископами (архієпископом і єпископом Уппсали). Діяльність дієцезії регулюється також дієцезними делегатами, які обираються на відкритих виборах кожні чотири роки. Дієцезія розділена на «контракти» (швед. kontrakt), які розділені на парафії (швед. församlingar). Один або кілька округів можуть разом сформувати більший церковний прихід (швед. pastorat).

## Історія

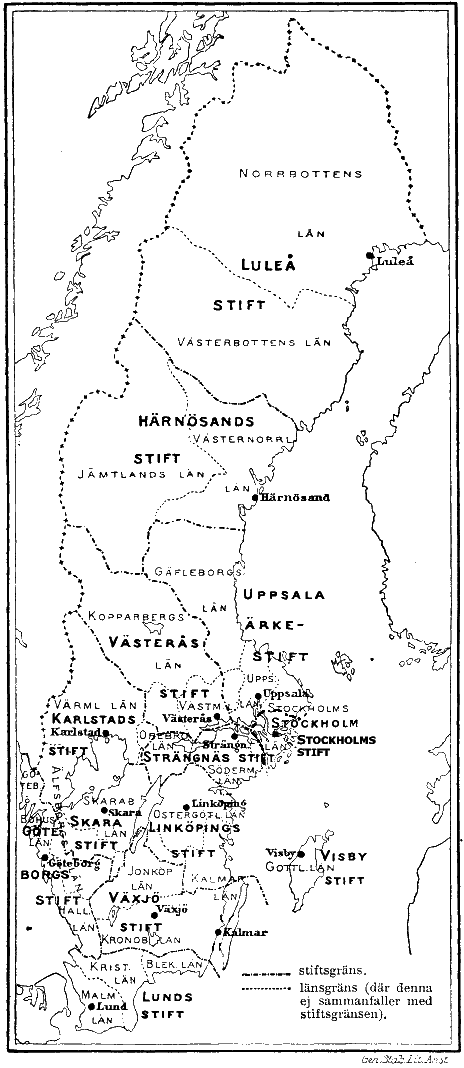
Дієцезії Церкви Швеції (джерело: Nordisk familjebok)

- 1014 р. перший єпископ Тургот посвячений в Швеції, в Скарі
- 1060 р. — у Данії утворена дієцезія Лунда (нині територія Швеції)
- 1103 р. — Скандинавія стала церковною провінцією дієцезії Лунда, що є архидієцезією
- 1120 р. — Скара, Лінчепінг, Туна, Стренгнес, Сігтуна і Вестерос отримали єпископські кафедри.
- 1130-і рр. — дієцезія Сігтуни перенесли в Стару Уппсалу
- 1164 р. — Швеція стала церковною провінцією, а Стара Уппсала стає архидієцезією, перший архієпископ в Швеції
- 1170-і рр. — перший єпископ у Векше
- XII століття (наприкінці XII століття) — була створена дієцезія Або (нині територія Фінляндії)
- 1273 р. — дієцезію Уппсали перенесли зі Старої Уппсали в Естра-Ароса (нинішня Уппсала)
- 1519 р. — помер останній архієпископ дієцезії Лунда.
- 1527 р. — Риксдаг в Вестеросі, реформація, кінець шведської церкви як провінції Римо-Католицької Церкви.
- 1554 р. — утворено дієцезію Виборга (з дієцезії Або)
- 1557 р. — єпископ-ординарій в Євле, ординарій в Єнчепінгу (до 1569 р.), ординарій в Кальмарі (до 1564 р.), ординарій в Овік (Ємтланд), ординарій в Стокгольмі, ординарій в Великий Туні, ординарій в Еребру
- 1561 р. — суперінтендент в Таллінні (Ревелі) з 1565 р. ординарій (помер в 1572 р., з 1572 р. немає наступника)
- 1563 р. — суперінтендент в Ємтланд (до 1570–1571 рр.)
- 1570 р. — Єтмланд і Гер'єдален передані дієцезії Тронхейм
- 1572 р. — у Данії утворений дієцезії Вісбю (нині територія Швеції)
- 1581 р. — суперінтендент в Марієстад (до 1647 р.)
- 1583 р. — перший єпископ в дієцезії Таллінна (Ревеля)
- 1603 р. — суперінтендент в Кальмарі
- 1611 р. — суперінтендент в Ємтланді (до 1613 р.), суперінтендент в Шевде (до 1618 р.)
- 1620 р. — суперінтендент в Гетеборзі (до 1655 р.)
- 1622 р. — суперінтендент в Ризі (Лівонія)
- 1641 р. — суперінтендент в Нарві (Інгерманландія)
- 1645 р. — суперінтендент в Вісбю (що став шведським Вісбю), Галланд приєднаний до дієцезії Гетеборга
- 1647 р. — суперінтенденція в Марієстад перенесена в Карлстад, суперінтендент в Гернесанд
- 1650 р. — суперінтендент в Езель
- 1658 р. — дієцезія Лунда стала шведською, Богуслен розділений між дієцезіями Гетеборга і Карлстад, Північно-західний Готланд приєднаний до дієцезії Скара, Дальсланд до дієцезії Карлстад
- 1665 р. — перший єпископ дієцезії Гетеборга
- 1678 р. — генеральний суперінтендент (поряд з колишнім), утворено дієцезію Кальмара
- 1693 р. — північний Богуслен переданий дієцезії Гетеборга
- 1710 р. — Таллінн (Ревель), Рига, Виборг і Інгерманландія програні у війні з Росією
- 1772 р. — перший єпископ дієцезії Карлстад, утворено дієцезію Гернесанд, перший єпископ дієцезії Вісбю
- 1809 р. — Або програний у війні в Росією
- 1904 р. — утворено дієцезію Лулео
- 1905 р. дієцезія Кальмара об'єднана з дієцезією Векше
- 1942 р. — утворено дієцезію Стокгольма.

## Дієцезії
| Дієцезія            | Утворена            | Територія                                                               |
| ------------------- | ------------------- | ----------------------------------------------------------------------- |
| Дієцезія Уппсали    | 1130-і рр., 1167 р. | Уппланд (за винятком південної частини), Євлеборг                       |
| Дієцезія Векше      | 1170-і рр.          | Західний та південний Смоланд, Еланд                                    |
| Дієцезія Вестероса  | Початок XII ст.     | Вестманланд, Даларна                                                    |
| Дієцезія Вісбю      | 1645 р.             | Готланд, Церква Швеції за кордоном Швеції                               |
| Дієцезія Гетеборга  | 1620 р.             | Західний Вестерйотланд, Галланд, Богуслен та південно-західний Далсланд |
| Дієцезія Карлстада  | 1647 р.             | Вермланд, Дальсланд, крім Вальбо-Рюр                                    |
| Дієцезія Лінчепінга | Початок XII ст.     | Естерйотланд, північний Смоланд                                         |
| Дієцезія Лулео      | 1904 р.             | Норрботтен, Вестерботтен                                                |
| Дієцезія Лунда      | 1060 р., 1103 р.    | Сконе, Блекінге                                                         |
| Дієцезія Скари      | 1070-і рр.          | Центральний та півнійний Вестерйотланд                                  |
| Дієцезія Стокгольма | 1942 р.             | Південний Уппланд, північно-східний Седерманланд                        |
| Дієцезія Стренгнеса | Початок XII ст.     | Седерманланд за винятком північного сходу, Нерке                        |
| Дієцезія Гернесанда | 1647 р.             | Ємтланд, Медельпад, Онгерманланд і Гер'єдален                           |